# Carlsbad (Kalifornia)
Carlsbad város az USA Kalifornia államában, San Diego megyében. Lakosainak száma 114 746 fő (2020. április 1.).

## Népesség
A település népességének változása:

| 2010 | 105 328 |
| 2020 | 114 746 |

## Látványosságok
- Itt nyílt meg a LEGO első Európán kívüli parkja, a Legoland California.